# Wokingham (borough)
Wokingham – dystrykt o statusie borough i unitary authority w hrabstwie ceremonialnym Berkshire w Anglii. W 2011 roku dystrykt liczył 154 380 mieszkańców.

## Miasta
- Earley
- Wokingham
- Woodley

## Inne miejscowości
Arborfield, Arborfield Cross, Arborfield Garrison, Aston, Barkham, Charvil, Cockpole Green, Farley Hill, Finchampstead, Gardeners Green, Grazeley, Hare Hatch, Holme Green, Hurst, Knowl Hill, Ravenswood, Remenham, Riseley, Ruscombe, Ryeish Green, Shinfield, Sonning, Spencers Wood, Swallowfield, Three Mile Cross, Twyford, Upper Culham, Wargrave, Winnersh.